# Munsala församling
Munsala församling var tidigare en självständig församling i Pedersöre prosteri inom Borgå stift i Evangelisk-lutherska kyrkan i Finland. I och med ingången av år 2013 fusionerades Nykarleby, Munsala och Jeppo församlingar under namnet Nykarleby församling. Den sista kyrkoherden i Munsala församling var Mikael Forslund. 
Munsala bildar en s.k. kapellförsamling inom den nya församlingen. Präst i Munsala kapellförsamling var kaplan Ulf Sundstén.
Munsala kapellförsamling drogs in 12.6.2020. 